# Irene Pusterla
Irene Pusterla (* 21. Juni 1988 in Mendrisio) ist eine ehemalige Schweizer Leichtathletin. Sie hält den Schweizer Rekord im Weitsprung (Freiluft). 

## Laufbahn
Die Tessinerin wurde 2008 Schweizer Meisterin im Weitsprung und erzielte mit einer Weite von 6,32 m auch die Schweizer Saisonbestleistung dieses Jahres. 2009 belegte sie an den Halleneuropameisterschaften in Turin den zwölften Rang, an den U23-Europameisterschaften in Kaunas den siebten Rang, jeweils im Weitsprung. Ende 2009 wurde Pusterla in das Förderprogramm World Class Potential von Swiss Athletics aufgenommen.
Am 17. Juli 2010 stellte Pusterla an den Schweizer Meisterschaften mit 6,76 m einen neuen Schweizer Rekord im Weitsprung auf. Die alte Bestmarke von Meta Antenen hatte bis dahin 39 Jahre lang gehalten. An den Europameisterschaften in Barcelona Ende Juli verpasste sie als 13. knapp den Final. Ende Jahr wurde sie zur Schweizer Leichtathletin des Jahres gewählt.
An den Halleneuropameisterschaften 2011 erreichte Pusterla im Weitsprung den Final. Am 23. Juni 2011 verbesserte sie an einem Meeting in Chiasso ihren eigenen Schweizer Rekord im Weitsprung auf 6,81 m. Damit erfüllte sie auch die Limite für die Weltmeisterschaften in Daegu. Nachdem sie zuerst von einer Teilnahme abgesehen hatte, entschied sie sich Anfang August doch für eine Teilnahme an den Weltmeisterschaften. Am 20. August 2011 verbesserte sie an einem Meeting in Chiasso nochmals ihren eigenen Schweizer Rekord im Weitsprung auf 6,84 m. An den Weltmeisterschaften konnte sie sich nicht für den Final qualifizieren. Ende Saison übernahm sie bei ihrem einzigen Dreisprungwettkampf des Jahres den Schweizer Rekord mit einer Weite von 13,42 m.
2012 erreichte Pusterla an den Europameisterschaften in Helsinki den 6. Rang, verpasste aber an den Olympischen Spielen in London den Final.
Pusterla startete für VIGOR Ligornetto, trainiert wurde sie von Andrea Salvadè. Sie studierte Psychologie an der Universität Lausanne.

## Erfolge
- 2006: Schweizer U20-Meisterin Weitsprung und Dreisprung
- 2007: 6. Rang Junioreneuropameisterschaften Weitsprung; Schweizer U20-Meisterin Weitsprung und Dreisprung
- 2008: Schweizer Meisterin Weitsprung; Schweizer U23-Meisterin Weitsprung und Dreisprung; Schweizer Hallenmeisterin Dreisprung
- 2009: Schweizer Hallenmeisterin Weitsprung; 2. Rang Schweizer Meisterschaften Weitsprung; 3. Rang Schweizer Meisterschaften Dreisprung; 12. Rang Halleneuropameisterschaften Weitsprung; 7. Rang U23-Europameisterschaften Weitsprung; Schweizer U23-Meisterin Weitsprung, Dreisprung und 100-Meter-Lauf
- 2010: Schweizer Meisterin und Schweizer Hallenmeisterin Weitsprung; 13. Rang Europameisterschaften Weitsprung; Schweizer U23-Meisterin Weitsprung, Dreisprung und 100-Meter-Lauf; 3. Rang Weltklasse Zürich Weitsprung; 6. Rang IAAF Diamond League Weitsprung
- 2011: Schweizer Meisterin und Schweizer Hallenmeisterin Weitsprung und 60-Meter-Lauf; 8. Rang Halleneuropameisterschaften Weitsprung; 4. Rang Herculis Weitsprung
- 2012: 6. Rang Europameisterschaften, Teilnahme Olympische Spiele

## Persönliche Bestleistungen
- Weitsprung: 6,84 m, 20. August 2011, Chiasso, Schweizer Rekord im Freien
- Weitsprung (Halle): 6,71 m, 5. März 2011, Paris (bis 9. März 2025 Schweizer Rekord)
- Dreisprung: 13,42 m, 24. September 2010, Bellinzona (bis 1. Juli 2018 Schweizer Rekord)
  - Dreisprung: 12,80 m, 20. Juni 2007, Gallarate, Schweizer Juniorinnenrekord
- 100-Meter-Lauf: 11,84 s, 4. September 2010, Bern[1]